# Fernmeldeturm Koblenz
Der Fernmeldeturm Koblenz (auch Fernmeldeturm Kühkopf oder Koblenz 10) steht im Stadtwald von Koblenz auf dem Gipfel des Kühkopfs. Der 265,5 Meter hohe Fernmeldeturm ist nach dem SWR-Sender Koblenz das zweithöchste Bauwerk im Hunsrück und das dritthöchste Bauwerk in Rheinland-Pfalz.

## Geschichte
Die Planungen Anfang der 1970er Jahre verglichen drei verschiedene Typen für den Fernmeldeturm Koblenz: einen Fernmeldeturm für eine rein fernmeldetechnische Nutzung, einen Fernmeldeturm mit Aussichtsplattform sowie einen mit zusätzlichem Restaurant. Die unterschiedlichen Entwürfe wurden mit 13,247 Mio., mit 15,268 Mio. bzw. mit 24,601 Mio. Mark veranschlagt. Das Bundespostministerium entschied sich gegen die Mehrkosten, die durch die Aussichtsplattform und das Restaurant entstehen, da sich kein Kostenträger fand. Das Bedürfnis für einen Aussichtsturm so weit Abseits des Stadtzentrums konnte nicht eindeutig nachgewiesen werden. Der endgültige Vorentwurf wurde bis Mai 1972 erarbeitet.
Der erste Spatenstich erfolgte am 16. April 1974. Das Richtfest wurde am 13. Dezember 1975 gefeiert. Die Baukosten betrugen 11,5 Mio. DM, zusätzlich kamen nochmal 11 Mio. DM für die Installation der Fernmeldetechnik hinzu. Der Turm, der sich im Besitz der Deutschen Funkturm befindet und in dem bis 2005 Asbestrückstände entfernt wurden, ist nicht für die Öffentlichkeit zugänglich.
Dieser Turm dient vor allem dem Ausbau des Richtfunknetzes für Telefon- und Datenverbindungen sowie der Übertragung von Fernsehsignalen zwischen den Fernsehstudios und den Fernsehsendern. Des Weiteren ist er Sendestandort für die Mobilfunknetze und bedeutender Einspeisepunkt für das Kabelfernsehen. Die 1985 montierte Spitze des Turms strahlt die Radioprogramme RPR1 und bigFM für die Region Koblenz ab. Seit 2002 wird Digitalradio über den Sender auf dem Kühkopf verbreitet. Im Fernmeldeturm ist auch das Amateurfunk-Fonierelais DB0ZK (2 m und 70 cm) untergebracht. Das 2-m-Band-Amateurfunkrelais wurde im August 2017 modernisiert, so dass nun auch Verbindungen in FM und Digitalmodus C4FM abgewickelt werden können.
Am 14. Juli 2008 wurde eine neue Antennenanlage auf dem Fernmeldeturm installiert, die seit dem 26. August 2008 die Region Koblenz mit DVB-T Fernsehsignalen versorgt und den Turm dabei um 5,70 Meter erhöhte.

## Beschreibung
Der von 1974 bis 1976 als vertikale Kragarmkonstruktion ursprünglich 255 Meter hohe Fernmeldeturm fällt durch seine schlichte Form auf. Der Turmfuß ist wegen der besonders hoch liegenden Gründungssohle stark ausgestellt und birgt im inneren vier Geschosse für Aufenthalts- und Lagerräume. Das Fundament des so genannten Sonderturms hat einen Durchmesser von 28 Metern mit einer Gründungstiefe von vier Metern. Im Schaft befindet sich ein Aufzug und eine Stahlbetontreppe mit 784 Stufen bis zum Turmkorb.
Dieser wurde als 10 m hohe, zweigeschossige Scheibe von 40 m Durchmesser gestaltet. Die obere und untere Platte der Scheibe stehen je 5 m über das Betriebsgeschoss vor. Die Platten sind durch Gesimsbänder betont. Im oberen Geschoss des Korbes sind die Betriebsräume mit den fernmeldetechnischen Einrichtungen sowie die Personalräume untergebracht. Das darunter liegende Maschinengeschoss beherbergt die Lüftungen, Lager, Gleichrichter sowie einen Messraum. Die relativ breite, im Durchmesser 40 Meter, doppelstöckige Turmkanzel in 150 Meter Höhe wird durch einen sich nach oben verjüngenden Betonschaft durchstoßen und wirkt damit wie ein riesiger Zahnstocher. Der Schaftdurchmesser am unteren Kopfansatz beträgt nur 5,6 Meter. Stahlfachwerke, die mittels Zugdiagonalen im unteren Betriebsgeschoss sitzen, dienen der Turmkanzel als Tragwerk.
Bei seiner Inbetriebnahme hatte der Turm eine Höhe von 255 m. Auf dem Stahlbetonschaft, der über den Turmkorb hinausführt, war ein 23 m hoher, mit Kunststoffhülle umgebener Stahlgittermast aufgesetzt. Der Turm diente früher hauptsächlich dem Richtfunkverkehr für Telefongespräche und Datenübertragungen sowie der Übertragung von Fernsehsignalen. 1987 erhielt der Turm eine neue Spitze mit leistungsstarken UKW-Sendeantennen. Diese ermöglichten eine Leistungserhöhung der ausgestrahlten UKW-Frequenz 101,5 MHz auf 40 kW. Der Fernmeldeturm dient seither auch zur Rundfunkversorgung weiter Teile von Eifel, Westerwald, Taunus und Hunsrück sowie insbesondere der Täler von Mittelrhein, Mosel und Lahn. An den Sendern Bad Marienberg im Westerwald und Diez an der Lahn wird das Programm RPR1 mittels Ballempfang vom Fernmeldeturm Koblenz zugeführt. Später kamen Funktionen als Senderstandort für Mobilfunknetze sowie als Einspeisepunkt für das Kabelfernsehen hinzu. Im Zuge der Umstellung vom analogen auf das digitale DVB-T-Fernsehsignal wurde 2008 eine neue Antennenanlage installiert, durch die die Gesamthöhe des Turms auf 260,70 m erhöht wurde.

## Frequenzen und Programme

### Analoges Radio (UKW)
Der erste landesweite private Radiosender wurde am 30. April 1986 mit dem Start von RPR1 an diesem Standort aufgeschaltet. Ihm folgte am 9. Dezember 1991 mit RPR Zwei eine zweite landesweite Senderkette. Dieses Programm wurde jedoch im August 2003 wieder eingestellt. Seitdem sendet bigFM auf den Frequenzen von RPR Zwei.
| Frequenz (MHz) | Programm | RDS PS             | RDS PI                | Regionalisierung         | ERP (kW) | Antennen- diagramm rund (ND)/gerichtet (D) | Polarisation horizontal (H)/vertikal (V) |
| -------------- | -------- | ------------------ | --------------------- | ------------------------ | -------- | ------------------------------------------ | ---------------------------------------- |
| 101,5          | RPR1     | RPR1._KO, _RPR1.__ | D4A8 (regional), D3A8 | Rheinland/Region Koblenz | 40       | ND                                         | H                                        |
| 104,0          | bigFM    | _bigFM__           | D3A9                  | Rheinland-Pfalz          | 40       | D (120°)                                   | H                                        |

### Digitales Radio (DAB+)
Das Digitalradio (DAB+) wird in vertikaler Polarisation und im Gleichwellenbetrieb mit anderen Sendern ausgestrahlt. Seit dem 16. November 2011 wird dabei der DAB+ Sendestandard verwendet, die Ausstrahlung im DAB Sendestandard auf Kanal 12A wurde abgeschaltet. Am 29. August 2012 erfolgte die Aufschaltung des Bundesmuxx auf Kanal 5C mit 10 kW ERP Sendeleistung. Am 3. Dezember 2015 wechselte der Block 11A des SWR zum eigenen Standort Dieblich-Waldesch.
| Block                       | Programme (Datendienste) | ERP (kW) | Antennen- diagramm rund (ND), gerichtet (D) | Polarisation horizontal (H)/ vertikal (V) | Gleichwellennetz (SFN) |
| --------------------------- | --- | -------- | ------------------------------------------- | ----------------------------------------- | --- |
| 5C DRDeutschland (D__00188) | DAB+-Multiplex der Media Broadcast: - Absolut relax (72 kbps) - Dlf (104 kbps) - Dlf Kultur (112 kbps) - Dlf Nova (104 kbps) - DRadio DokDeb (48 kbps) - Energy Digital (72 kbps) - ERF Plus (64 kbps) - Klassik Radio (72 kbps) - Radio Bob (72 kbps) - Radio Horeb (48 kbps) - Radio Schlagerparadies (64 kbps) - Schwarzwaldradio (64 kbps) - sunshine live (72 kbps) - DRadio Daten (32 kbps Daten) - EPG Deutschland (16 kbps Daten) - TPEG (16 kbps Daten) - TPEG_MM (16 kbps Daten) | 10       | ND                                          | V                                         | - Baden-Württemberg: Aalen, Baden-Baden (Fremersberg), Bad Mergentheim, Blauen, Brandenkopf, Donaueschingen, Feldberg im Schwarzwald, Freiburg (Vogtsburg-Totenkopf), Geislingen (Oberböhringen), Großerlach (Hohe Brach), Heidelberg (Königstuhl), Heilbronn (Schweinsberg), Hochrhein (Rickenbach), Hornisgrinde, Pforzheim (Schömberg-Langenbrand), Raichberg, Ravensburg (Höchsten), Reutlingen, Stuttgart (Frauenkopf), Ulm (Kuhberg) - Bayern: Amberg (Hirschau), Aschaffenburg (Pfaffenberg), Augsburg (Hotelturm), Bad Tölz (Gaißach), Bamberg (Geisberg), Büttelberg, Brotjacklriegel, Dillberg, Grünten, Herzogstand, Hochberg (Traunstein), Hoher Bogen, Inntal (Ebbs), Ingolstadt (Gelbelsee), Kreuzberg/Rhön, Landshut (Altdorf), München (Olympiaturm), Nennslingen (Büchelberg), Nürnberg, Oberammergau, Ochsenkopf, Passau, Pfänder, Pfaffenhofen, Pfarrkirchen, Pfronten, Regensburg (Hohe Linie), Unterringingen, Untersberg, Wendelstein (Bayrischzell), Würzburg (Frankenwarte) - Berlin: Berlin (Alexanderplatz), Berlin (Scholzplatz) - Brandenburg: Bad Belzig, Booßen, Brandenburg/Havel, Calau, Casekow, Cottbus, Eisenhüttenstadt, Petkus, Pritzwalk, Templin - Bremen: Bremen (Walle), Bremerhaven-Schiffdorf - Hamburg: Hamburg (Moorfleet), Hamburg (Heinrich-Hertz-Turm) - Hessen: Bad Hersfeld (Rimberg), Biedenkopf (Sackpfeife), Fulda (Hummelskopf), Frankfurt (Europaturm), Gelnhausen (Schnepfenkopf), Gießen (Dünsberg), Großer Feldberg, Hardberg, Hohe Wurzel, Hoher Meißner, Kassel (Habichtswald), Mainz-Kastel - Mecklenburg-Vorpommern: Garz (Rügen), Güstrow, Malchin, Neubrandenburg-Süd, Rostock (Toitenwinkel), Röbel, Schwerin (Zippendorf-Gr.Dreesch), Torgelow, Wismar/Rüggow, Züssow - Niedersachsen: Aurich-Popens, Braunschweig (Broitzem), Braunschweig (Drachenberg), Cuxhaven-Stadt, Dannenberg, Göttingen (Bovenden-Osterberg), Hannover (Telemax), Lingen, Lüneburg-Neu Wendhausen, Molbergen-Peheim, Osnabrück (Bramsche-Schleptruper Egge), Hildesheim (Sibbesse), Steinkimmen, Uelzen, Visselhövede, Wilhelmshaven - Nordrhein-Westfalen: Aachen (Karlshöhe), Bielefeld (Hünenburg), Bonn (Venusberg), Dortmund (Florianturm), Düsseldorf (Rheinturm), Eggegebirge, Herscheid, Hochsauerland (Hunau), Hürtgenwald-Großhau, Köln (Colonius), Langenberg, Lügde-Rischenau (Köterberg), Minden (Jakobsberg), Münster (Fernmeldeturm), Schöppingen, Siegen-Süd, Wesel - Rheinland-Pfalz: Bad Kreuznach (Schanzenkopf), Bad Marienberg (Westerwald), Bornberg, Daun (Eifel), Edenkoben (Kalmit), Heckenbach-Schöneberg (Ahrweiler), Idar-Oberstein, Kaiserslautern, Kettrichhof, Koblenz (Kühkopf), Trier (Petrisberg) - Saarland: Merzig-Merchingen, Saarbrücken (Schoksberg) - Sachsen: Chemnitz, Dresden, Geyer, Leipzig, Löbau, Neustadt, Oschatz, Schöneck, Zwickau Ost - Sachsen-Anhalt: Brocken, Burg, Dequede, Petersberg, Pettstädt (Weißenfels), Schneidlingen, Wittenberg - Schleswig-Holstein: Bungsberg, Flensburg, Heide, Helgoland, Hennstedt, Kiel (Kronshagen), Lübeck (Stockelsdorf), Schleswig, Niebüll (Süderlügum), Westerland (Sylt) - Thüringen: Bleßberg (Sonneberg), Erfurt-Hochheim, Gera, Inselsberg, Jena (Oßmaritz), Kulpenberg, Saalfeld (Remda), Lobenstein (Sieglitzberg), Weimar (Ettersberg) |
| 9B Antenne DE (D__00359)    | DAB-Block von Antenne Deutschland: - 80s80s (72 kbps) - 90s90s (72 kbps) - Absolut Bella (72 kbps) - Absolut Germany (72 kbps) - Absolut HOT (72 kbps) - Absolut Oldie (72 kbps) - Absolut TOP (72 kbps) - AIDAradio (72 kbps) - Ballermann Radio (72 kbps) - Beats Radio (72 kbps) - Brillux Radio (72 kbps) - Nostalgie (72 kbps) - Oldie Antenne (72 kbps) - RTL Radio (72 kbps) - Rock Antenne (72 kbps) - Toggo Radio (72 kbps)                                                       | 10       | ND                                          | V                                         | - Baden-Württemberg: Aalen, Baden-Baden (Fremersberg), Heidelberg (Königstuhl), Heilbronn (Schweinsberg), Pforzheim (Schömberg-Langenbrand), Stuttgart (Frauenkopf) - Hessen: Fulda (Hummelskopf), Frankfurt (Europaturm), Gelnhausen (Schnepfenkopf), Gießen (Dünsberg), Großer Feldberg, Hardberg, Kassel (Habichtswald), Mainz-Kastel - Nordrhein-Westfalen: Aachen (Karlshöhe), Bonn (Venusberg), Dortmund (Florianturm), Düsseldorf (Rheinturm), Herscheid, Köln (Colonius), Langenberg, Münster (Fernmeldeturm), Siegen-Süd, Wesel - Rheinland-Pfalz: Bornberg, Daun (Boverath), Koblenz (Kühkopf), Trier (Petrisberg) - Saarland: Saarbrücken (Schoksberg) |

### Digitales Fernsehen (DVB-T)
Ab dem 26. August 2008 wurde vom Fernmeldeturm Koblenz das digitale Antennenfernsehen (DVB-T) mit drei öffentlich-rechtlichen Multiplex-Kanälen für die Region Koblenz abgestrahlt. Die horizontale Polarisation wurde beibehalten, Antennen mussten nicht gedreht werden. Die digitalen Ausstrahlungen liefen im Gleichwellenbetrieb (Single Frequency Network) mit anderen Sendestandorten.
| Kanal | Frequenz (MHz) | Multiplex                          | Programme im Multiplex                                                                                                 | ERP (kW) | Antennendiagramm rund (ND)/ gerichtet (D) | Polarisation horizontal (H)/ vertikal (V) | Modulations- verfahren | FEC | Guard- intervall | Bitrate (MBit/s) | SFN |
| ----- | -------------- | ---------------------------------- | --- | -------- | ----------------------------------------- | ----------------------------------------- | ---------------------- | --- | ---------------- | ---------------- | --- |
| E56   | 754            | ARD Digital (SWR)                  | - Das Erste (SWR) - ARTE - Phoenix - One                                                                               | 50       | ND                                        | H                                         | 16-QAM (8-k-Modus)     | 2/3 | 1/4              | 13,27            | Kühkopf (Koblenz), Bad Marienberg (Marienberger Höhe), Heckenbach-Schöneberg (Ahrweiler), Ginsterhahn-Linzer Höhe (Linz) |
| E33   | 570            | ARD regional (SWR Rheinland-Pfalz) | - SWR Fernsehen Rheinland-Pfalz - Bayerisches Fernsehen Süd (Schwaben/Altbayern) - hr-fernsehen - WDR Fernsehen (Köln) | 50       | ND                                        | H                                         | 16-QAM (8-k-Modus)     | 2/3 | 1/4              | 13,27            | Kühkopf, Marienberger Höhe, Heckenbach-Schöneberg, Ginsterhahn-Linzer Höhe                                               |
| E28   | 530            | ZDFmobil                           | - ZDF - 3sat - ZDFinfo - KiKA (06–21:00 Uhr)/ZDFneo (21–06:00 Uhr)                                                     | 50       | ND                                        | H                                         | 16-QAM (8-k-Modus)     | 2/3 | 1/4              | 13,27            | Kühkopf, Marienberger Höhe, Heckenbach-Schöneberg, Ginsterhahn-Linzer Höhe                                               |

### Digitales Fernsehen (DVB-T2 HD)
Am 8. November 2017 wurde auf den neueren Standard DVB-T2 HD umgeschaltet. Seit diesem Zeitpunkt sind auch Privatsender vom Sender Kühkopf empfangbar. Gleichzeitig endete die Ausstrahlung über den alten DVB-T Standard.
DVB-T2 Kanäle seit 8. November 2017:
| Kanal | Frequenz (MHz) | Multiplex                                         | Programme im Multiplex | ERP (kW) | Antennendiagramm rund (ND)/ gerichtet (D) | Polarisation horizontal (H)/ vertikal (V) | Modulations- verfahren | FEC | Guard- intervall | Bitrate (MBit/s) | SFN |
| ----- | -------------- | ------------------------------------------------- | --- | -------- | ----------------------------------------- | ----------------------------------------- | ---------------------- | --- | ---------------- | ---------------- | --- |
| E23   | 490            | ARD Digital (SWR)                                 | - Das Erste (SWR) - ARTE - Phoenix - One - Tagesschau24 |          |                                           | H                                         |                        |     |                  |                  |     |
| E33   | 570            | ARD regional (SWR Rheinland-Pfalz)                | - SWR Fernsehen Rheinland-Pfalz - Bayerisches Fernsehen Süd (Schwaben/Altbayern) - hr-fernsehen - WDR Fernsehen (Köln) |          |                                           | H                                         |                        |     |                  |                  |     |
| E28   | 530            | ZDF                                               | - ZDF - 3sat - ZDFinfo - KiKA - ZDFneo |          |                                           | H                                         |                        |     |                  |                  |     |
| E31   | 554            | RTL Group, Media Broadcast, freenet TV            | - RTL HD (verschlüsselt) - RTL II HD (verschlüsselt) - Super RTL HD (verschlüsselt) - RTL Nitro HD (verschlüsselt) - n-tv HD (verschlüsselt) - VOX HD (verschlüsselt) - Tele 5 HD (verschlüsselt)                                                                     |          |                                           | H                                         |                        |     |                  |                  |     |
| E47   | 682            | ProSiebenSat.1 Media, Media Broadcast, freenet TV | - ProSieben HD (verschlüsselt) - Sat.1 HD (Hessen/Rheinland-Pfalz) (verschlüsselt) - kabel eins HD (verschlüsselt) - N24 HD (verschlüsselt) - ProSieben Maxx HD (verschlüsselt) - Sat.1 Gold HD (verschlüsselt) - Sport1 HD (verschlüsselt) - Sixx HD (verschlüsselt) |          |                                           | H                                         |                        |     |                  |                  |     |
| E25   | 506            | Gemischt privat, Media Broadcast, freenet TV      | - DMAX HD (verschlüsselt) - Eurosport HD (verschlüsselt) - Nickelodeon HD (verschlüsselt) - Bibel TV HD - HSE24 HD - QVC HD |          |                                           | H                                         |                        |     |                  |                  |     |